# پل بولاند
پل بولاند (انگلیسی: Paul Bolland؛ زادهٔ ۲۳ دسامبر ۱۹۷۹) بازیکن فوتبال اهل بریتانیا است.
از باشگاه‌هایی که در آن بازی کرده‌است می‌توان به باشگاه فوتبال منزفیلد تاون، باشگاه فوتبال مکلسفیلد تاون، باشگاه فوتبال گریمزبی تاون، باشگاه فوتبال نوتس کانتی، باشگاه فوتبال هروگیت تاون، و باشگاه فوتبال برادفورد سیتی اشاره کرد.